# 정보통신정책연구원
정보통신정책연구원(情報通信政策硏究院, Korea Information Society Development Institute, KISDI)는 대한민국의 정보통신·방송 전문 연구기관으로, 국무총리(국무조정실) 산하 경제인문사회연구회 소속 정부출연연구기관이다. 정보통신·방송 선진화로 공익을 추구하고 최고의 정보통신·방송 전문가 플랫폼으로 도약하는 것을 목적으로 하는 연구 조직이다. 1985년 2월 4일 통신정책연구소로 출발하였다. 충청북도 진천군 덕산읍 정통로 18에 위치하고 있다.

## 설립 근거
- 정부출연연구기관등의설립ㆍ운영및육성에관한법률

## 설립 목적
- 국내·외 정보화 및 정보통신·방송분야의 정책·제도·산업 등에 관한 각종 정보를 수집·조사·연구하고 이를 보급·활용하게 함으로써, 지식정보사회의 구현을 위한 국가 정보통신정책 수립과 국민경제의 향상에 이바지함

## 주요 기능
- 디지털 경제·사회 발전을 위한 지능정보화 정책연구
- 정보통신 관련 산업의 발전을 위한 정책연구
- 통신, 인터넷, 방송 및 전파관련 정책연구
- 정보통신 시장에서의 공정경쟁과 규제에 관한 연구
- 정보통신·방송 통계의 기획, 조사, 평가, 분석에 관한 연구
- 정보통신·방송 및 지능정보사회 기반 조성을 위한 국제협력 관련 연구
- 정보통신 관련 산업 및 우정사업의 경영효율화 등에 관한 연구

## 연혁
- 1985년 2월 4일 통신정책연구소(ICR) 설립
- 1986년 11월 20일 서울시 강남구 신사동으로 청사 이전
- 1987년 11월 28일 통신개발연구원법 공포 (법률 제3,952호)
- 1987년 12월 31일 통신개발연구원법 시행령 공포 (대통령령 제12,360호)
- 1988년 1월 30일 통신개발연구원(KISDI) 설립
- 1989년 5월 24일 부설통신협력단 설치 (~1994년 9월까지 운영)
- 1989년 9월 27일 서울시 강남구 대치동으로 청사 이전
- 1991년 4월 30일 (부설 정보통신학술연구지원국 설치 (~1999년 1월까지 운영)
- 1994년 10월 6일 과천청사 완공에 따라 경기도 과천시 주암동으로 청사 이전
- 1997년 8월 30일 '통신개발연구원법 개정령 공포'에 따라 정보통신정책연구원으로 명칭 변경
- 1999년 1월 29일 '정부출연연구기관 등의 설립·운영 및 육성에 관한 법 및 동법 시행령' 공포로 국무조정실 산하 경제인문사회연구회으로 소속 변경
- 2014년 6월 30일 진천청사 완공에 따라 충북혁신도시로 청사 이전

## 조직

### 경제·인문사회연구회 이사회
- 감사

### 원장
기획조정본부
디지털경제사회연구본부
- 디지털경제연구실
- 플랫폼정책연구센터
- 지능정보사회정책센터

ICT데이터사이언스연구본부
- ICT통계정보연구실
- 데이터분석예측센터

통신전파연구본부
- 경쟁정책연구실
- 서비스이용정책연구실
- 전파이동통신미래전략센터

방송미디어연구본부
- 방송제도연구실
- 미디어시장분석실

국제협력연구본부
- 다자협력연구실
- 개발협력연구실

경영지원본부

## 참고 자료
- 경제인문사회연구회 연구기관 소개
- 정보통신정책연구원 - 알리오(공공기관 경영정보 공개시스템)